# Liste der Monuments historiques in Braize
Die Liste der Monuments historiques in Braize führt die Monuments historiques in der französischen Gemeinde Braize auf.

## Liste der Bauwerke
| Bezeichnung       | Beschreibung              | Standort | Kennzeichnung | Schutzstatus | Datum | Bild           |
| ----------------- | ------------------------- | -------- | ------------- | ------------ | ----- | -------------- |
| Kirche St-Antoine | Erbaut im 12. Jahrhundert | (Lage)   | PA00093019    | Inscrit      | 1933  | weitere Bilder |